# Jaskinia Mroczna
Jaskinia Mroczna – jaskinia osuwiskowa w Beskidzie Niskim, w paśmie Magury Wątkowskiej, w obrębie rezerwatu przyrody Kornuty, na zboczu góry o tej samej nazwie.
Jaskinię tworzy kilka komór, zwanych salami (Sala Owadzia, Sala Grażyny, Sala Cieni, Sala Świetlista Piwiarnia, Korytarz Nietoperzy) i połączonych korytarzami, których łączna długość  wynosi 198 m. Czyni ją to jedną z najdłuższych z dotychczas poznanych jaskiń Beskidu Niskiego. Deniwelacja jaskini wynosi 15,5 m. Miejsce zimowania licznych gatunków nietoperzy.